# Neorina
Neorina is een geslacht van vlinders uit de onderfamilie Satyrinae van de familie Nymphalidae.

## Soorten
- Neorina crishna (Westwood, 1851)
- Neorina hilda Westwood, 1850
- Neorina lowii Doubleday, 1849
- Neorina patria Leech, 1891